# SENSHI
SENSHI е международна професионална верига на бойни гала вечери. „Senshi“ (произн. „сенши“, на японски: 戦士) се превежда като „воин“.
SENSHI организира спортни събития по правилата на Професионалната лига на Kyokushin World Union – по правилниците KWU SENSHI, KWU Full Contact и KWU Open, както и по кикбокс, муай тай, карате киокушин. Първото издание на веригата се провежда във Варна на 23 февруари 2019 г. Гала вечери са провеждани в Дворец на културата и спорта, Варна, Зала „Арена Армеец София“, София или на открито в Камчия и Античния театър в Пловдив. Спортните събития са излъчвани на живо по националната телевизия Bulgaria ON AIR, MAX Sport 1, по американската телевизия за бойни спортове TrillerTV /FITE/, както и онлайн на Senshi.com, Boec.bg, Boec.com, Kwunion.com и на Kyokushin Karate News.

## Обхват
Сред големите имена в бойните спортове, които са се качвали на арената на SENSHI, са световният шампион на WAKO PRO в стил К-1 в кат. до 81.4 кг. Сергей Браун от Германия, световният шампион на WAKO PRO в стил low kick Андрей Чехонин, възпитаници на холандската кикбокс легенда Петер Артс, както и звезди от академията на Стойка – реномирана кикбокс школа в Румъния. Капитанът на националния отбор по кикбокс на България и световен шампион на WAKO PRO в стил К-1 в кат. до 71.8 кг. Атанас Божилов, е един от бойците с най-голям актив от победи на ринга на събитието.
Републиканският шампион по карате киокушин и медалист от световни и европейски киокушин и муай тай първенства Николай Йоргов и Кристиян Дойчев – европейски шампион по киокушин от Португалия за 2019, сребърен медалист от Световното първенство в Нур-Султан, Казахстан, и носител на приза „Най-добър спортист“ на годишните награди „Златен пояс“ на Националната асоциация на бойните спортове в България, стават първите носители на Европейските пояси на SENSHI от Европейското първенство на Професионалната лига на KWU, провело се на 8, 9 и 10 юли 2021 г.
| Издание:     | 1  | 2  | 3  | 4  | 5  | 6  | 7  | 8  | 9  | 10 | 11 | 12 | 13 | 14 | 15 | 16 | 17 | 18 | 19 | 20 | 21 | 22 | 23 | 24 | 25 | 26 |
| ------------ | -- | -- | -- | -- | -- | -- | -- | -- | -- | -- | -- | -- | -- | -- | -- | -- | -- | -- | -- | -- | -- | -- | -- | -- | -- | -- |
| Бр. бойци:   | 20 | 24 | 54 | 24 | 18 | 20 | 22 | 20 | 26 | 20 | 22 | 26 | 26 | 26 | 26 | 26 | 36 | 24 | 26 | 26 | 28 | 26 | 24 | 20 | 22 | 24 |
| Бр. държави: | 5  | 11 | 12 | 9  | 11 | 8  | 12 | 11 | 11 | 14 | 13 | 20 | 16 | 17 | 18 | 15 | 19 | 14 | 16 | 15 | 17 | 12 | 16 | 13 | 14 | 16 |

## Правилници
Правилата, по които се провеждат професионалните гала вечери на SENSHI са изработени от Професионалната лига на Световния киокушин съюз с изпълнителен директор шихан Иво Каменов, който е и председател на Националната асоциация на бойните спортове /НАБС/ в България. Мисията на лигата е да възроди автентичните правила на бойното изкуство киокушин още от самото му създаване.
Трите правила, утвърдени през 2019 г. на Професионалната лига на Световния киокушин съюз (KWU International Professional League), които се играят на SENSHI, са:

### KWU Full Contact
Позволени са: всички боксови удари, спининг бек фист; всички ритници; един удар с коляно в главата след захват с две ръце; клинч до 5 секунди; подсечки; захват на крака и удар, без дърпане или бутане на противника.
Забранени: удари в слабините, тила, гръбнака; удар с вътрешната част на ръкавицата; удари срещу колянната става; удар с глава; удар на паднал противник; удари от легнала позиция; удари с лакти; хвърляния; работа на земя; душене; хапене.

### KWU SENSHI
Позволени са: всички боксови удари; спининг бек фист; удари с лакти; всички ритници; клинч докато е активен; подсечки; захват на крака и удар; хвърляния.
Забранени: удари в слабините, тила, гръбнака; удар с вътрешната част на ръкавицата; удари срещу колянната става; удар на паднал противник; удари от легнала позиция; работа на земя; душене; хапене.

### KWU OPEN
Позволени са: всички боксови удари; спининг бек фист; всички ритници; клинч до 10 секунди; подсечки; захват на крака и удар; удари с лакти; хвърляния; работа на земя два пъти по тридесет секунди на рунд; душене в партер; ключове в партер (на крака само върху ахилеса, без усукване на глезена и колянната става); удари с ръце и колена само в тялото в партер.
Забранени: удари в слабините, тила, гръбнака; удари срещу колянната става; удар с глава; удар на паднал противник от стойка; атака с лакти и колена в главата в партер; хапане; хвърляния с падане на глава и върху цялото протежение на гръбнака с падане върху противника.

## История

### Предистория на SENSHI
Правилата на SENSHI и Професионалната лига на Световния киокушин съюз представляват възраждане на най-старите правила на киокушин карате, които са в основата на много бойни стилове и техните правилници. Легендата Масутацу „Мас“ Ояма е първият човек, който внася пълния контакт в карате. Според него истинската техника е тази, която ти върши работа и поразява врага. След години усилени тренировки, изолация в планината и завършване своето бойно изкуство, Сосай иска да изпробва неговата ефективност. Трениращите удряли и очаквали да бъдат ударени на тренировъчните сесии. Все още нямало забрана за попадения в главата, макар че те се нанасяли само с длан или с навита на юмрука кърпа. Хващането, хвърлянето и удари в слабините също не били нещо необичайно. Спарингът продължавал, докато единият не признае поражението си. Нараняванията били ежедневни, a нокаутите около 90%.
След като побеждават останалите школи в Япония, Ояма и неговите ученици се изправят пред предизвикателството на Промоутъра Ногучи – „Карате срещу Тай бокс“ в Тайланд по техните правила правила. Каратистите приемат и потеглят за Кралството. Японците печелят с 2 на 1 победи. Карате киокушин ликува през далечната 1964 година, доказва силата на бойното изкуство и неговата универсалност.
Години по-късно учениците на Ояма създават и популяризират различни бойни стилове, сред които Ашихара карате – Хидейоки Ашихара, Кикбокс – Кенджи Куросаки, Киокушин будокай – Джон Блуминг, Сейдокайкан – Казуйоши Иши, Кудо – Такаши Азума, Шидокан – Йошиджи Соено, Еншин кайкан – Йоко Нономия. Основателят на Сейдокайкан, Казуйоши Иши създава и промотира най-атрактивната и практикувана днес дисциплина К-1.
Именно KWU International Professional League възстановяват правилата такива, каквито са били в самото начало – пълен контакт, в три различни състезателни дисциплини: KWU FULL CONTACT, KWU SENSHI и KWU OPEN.

### Дебют в „Битката на шампионите“
На 1 ноември 2019 г. SENSHI дебютира на руска земя с двубой в рамките на най-голямото и престижно събитие за бойни спортове в Русия „Битка на шампионите 11: Школа срещу школа“. В битка за титлата на SENSHI KWU чехът Ян Сокуп – европейски шампион по киокушин, сребърен медалист от Световното първенство по киокушин в абсолютна категория и първенец на „All Japan“, побеждава европейския и двукратен световен шампион по киокушин Тимур Гасташев от Русия.

### SENSHI 1
Първото издание на бойната гала вечер SENSHI се провежда на 23 февруари 2019 г. във Варна пред многохилядна публика. В него участие вземат 20 от най-добрите бойци на Балканите в стил К-1 и муай тай. Два от двубоите са за Европейската и Интерконтиненталната титла на WAKO PRO.

### SENSHI 2
Втората гала вечер на SENSHI се провежда в спортна зала „Арена Армеец“, гр. София на 20 април 2019 г. Бойната карта включва 12 двубоя по правилата на KWU SENSHI, кикбокс и муай тай, като два от тях са за Световната и за Интерконтиненталната титла по кикбокс на WAKO PRO. Участват ММА боеца Деян Топалски и капитанът на националния отбор по кикбокс на България Атанас Божилов, спечелил в изданието първата си световна титла на WAKO PRO.

### SENSHI 3
Първият турнир SENSHI Cup се провежда на 3, 4 и 5 юли 2019 г. в Камчия, България, и представя битки само по новия правилник на Професионалната лига на Световния киокушин съюз KWU SENSHI. Двубоите на SENSHI Cup са общо 27, като от българска страна в турнира се включват трима българи – Николай Йоргов, Георги Георгиев и Петър Стойков. В турнира Стойков печели първата си среща с КО и след два мача печели купата на SENSHI.

### SENSHI 4
На 26 октомври 2019 г. галата е в по-нестандартен формат – изправя на ринга каратисти срещу кикбоксьори в 12 сблъсъка. Пет от двубоите противопоставят представителите на двата бойни стила в стил фул контакт карате. Подобни мачове в миналото често са правени в световни турнири и вериги. Три от дуелите са в стил К-1, пет са по правилата на фул контакт карате, а останалите 4 срещи в бойната карта са по правилника KWU SENSHI. За пръв път на SENSHI се провежда женски двубой между българката Теодора Кирилова и рускинята Бегаим Какчекеева.

### SENSHI 5
Петото събитие на SENSHI се провежда на 22 февруари 2020 г. във Варна. Шампиони от общо 11 държави в стиловете KWU SENSHI, KWU Full Contact, WAKO PRO К-1 и WAKO PRO Low kick провеждат 9 двубоя. Българският кикбоксьор Атанас Божилов прави първата защита на световния си пояс. 
На SENSHI 5 четирикратният шампион на Русия по кикбокс и двукратен победител в турнира „Битката на шампионите“ Андрей Чехонин печели Световния пояс на WAKO Pro в стил „лоу кик“ и категория до 85,1 кг.

### SENSHI 6
На 21 август 2020 г. в амфитеатъра в Камчия се провежда шестото издание на бойната гала вечер. To включва 10 двубоя, 7 от които за колана на SENSHI по правилата на KWU SENSHI и KWU Full Contact, а другите 3 сблъсъка по К-1 правилника. 
На ринга на SENSHI 6 се изправят шампиони по кикбокс и карате от Русия, Казахстан, Англия, Германия, Франция, България, Румъния и Сърбия.

### SENSHI 7
Международната галавечер SENSHI 7 се провежда на 27 февруари 2021 г. и се излъчва на живо в България, както и в цял свят през различни медийни платформи. В битки се разиграват две Световни и три Европейски титли на WAKO PRO. Състезателната карта на събитието включва 11 двубоя по правилата KWU SENSHI, KWU Full Contact и в стил К-1 между професионални състезатели и бойни звезди от 12 държави – Франция, Германия, Молдова, Сърбия, Беларус, Португалия, Украйна, Холандия, Словения, Босна и Херцеговина, Русия и България.
В ггалавечерта двукратният световен шампион по кикбокс за професионалисти Сергей Браун завоюва Световния пояс на WAKO PRO в стил К-1 в кат. до 81.4 кг. с нокаут над сърбина Александър Менкович. В друг от двубоите световният и европейски шампион по муай тай и сребърен медалист от Световното първенство по киокушин за юноши на KWU Петър Стойков печели и Европейската титла на WAKO PRO в стил К-1 в кат. до 69.1 кг. в мач срещу украинския боец Богдан Базюк.

### SENSHI 8
Осмото издание на SENSHI се провежда на 22 май 2021 г. Бойната карта на събитието включва 10 двубои за поясите на SENSHI по правилниците KWU SENSHI и KWU Full Contact и KWU SENSHI между бойци от 11 държави. SENSHI 8 е първата галавечер, на която Испания участва и е представена от испанския национален шампион Педро Еухенио Гранхо. Той е шампион по професионален кикбокс по киокушин карате и е носител на националната титла на Mix Fight MMA.

### SENSHI 9 и първото Европейско първенство на SENSHI
Деветото издание на бойната верига се провежда на 10 юли 2021 г. в Камчия, България. Разиграват се финалите на първото Европейско първенство на Професионалната лига на Световния киокушин съюз. Те определят и първите Европейски шампиони на Професионалната лига в категориите до 70 кг, -75 кг, -80 кг, -85 кг, -90 кг и 90+ кг. Близо 60 бойци от различни страни се състезават за поясите на Европейската професионална лига KWU на 8 и 9 юли 2021 г.
След първенството се провежда гала с още 7 битки между 14 професионални бойци от 11 държави.

### SENSHI 10
Десетото издание на бойната галавечер SENSHI се провежда на 4 декември 2021 г. в Двореца на културата и спорта във Варна. Събитието включва 10 двубоя между бойци от 14 държави.
Германецът Сергей Браун печели три приза от организаторите. Той заслужи шампионска купа и приз за най-добра техника, след като нокаутира французина Асан Бафета. Освен тези две награди за победата Сергей Браун получава и „Шлема на Спартак“ – наградата се връчва за първи път, специално на десетото издание на SENSHI.

### SENSHI 11
Единадесетото издание на SENSHI се провежда на 26 февруари 2022 г. отново в Двореца на културата и спорта във Варна. Петимата български бойци – Едуард Алексанян, Петър Стойков, Атанас Божилов, Александър Петров и европейският муай тай шампион Драгомир Петров спечелиха победи в своите двубои.
На международната бойна галавечер бяха раздадени и специални награди за представянето на бойците. Призът „Най-добра техника“ отиде при Сергей Браун от Германия. Наградата „Нокаут на вечерта“ бе връчена на Майкел Астур (Естония), а дебютът на Алесио Малатеста (Италия) му донесе специалната награда „Най-висок боен дух“.

### SENSHI 12
Бойната галавечер SENSHI 12 се проведе за първи път на плажа в курортния комплекс „Св. Св. Константин и Елена“ на 9 юли 2022 г. В дванадесетото издание на SENSHI взе участие и Монтана Артс, дъщеря на К-1 световния шампион Петер Артс. Родните бойци Атанас Божилов, Едуард Алексанян и Александър Петров показаха високо ниво и спечилиха своите двубои.
Рефери и коментатори на голямата бойна гала бяха К-1 величията Петер Артс, Семи Шилт и Ернесто Хуст и шампиона от „K-1 Max“ Алберт Краус. За пръв път на SENSHI сред специалните гости, рефери и коментатори бяха и големите бойни легенди Сам Греко и Николас Петас.

### SENSHI 13
Бойци от 16 държави се включиха на 13-ото издание на SENSHI в 13 двубои в различни тглови категории. Победи в гала вечерта постигнаха двама от българските бойци – световният WAKO PRO K-1 шампион Атанас Божилов и европейският WAKO PRO K-1 шампион Едуард Алексанян. В края на 13-ото издание на международната бойна галавечер бяха раздадени и специалните награди на спортното събитие. С приза „Най-добра техника“ бе отличен Мехди Айт Ел Хадж (Мароко). Айсам Чадид (Испания), който направи своя дебют на ринга на SENSHI, получи специалната награда „Най-висок боен дух“. Призът за „Нокаут на вечерта“ беше присъден на Едуард Алексанян.

### SENSHI 14
Международната галавечер SENSHI 14 се проведе на 3 декември 2022 г. във Варна с 13 двубоя, в които се изявиха 26 бойци от 17 държави. Призът „Нокаут на вечерта“ бе връчен на Джо Миахара от Япония. Наградата „Най-висок боен дух“ грабна Мехмет Озер от Турция, а отличието за „Най-добра техника“ отиде при Райдел Фогелензанг от Нидерландия. По време на SENSHI 14 беше връчена и специалната награда „Шлемът на Спартак“ на Националната асоциация на бойните спортове на България, която се присъжда на боеца от SENSHI с най-високи постижения и цялостно отлично представяне на галавечерите през годината. Призът получи българския боец Атанас Божилов.
Световният шампион по киокушин Сенсей Андрюс Накахара беше инструктор в тренировъчния лагер на Професионалната лига на Световния киокушин съюз, който се проведе в дните около SENSHI 14.

### SENSHI 15
Бойната гала вечер SENSHI 15 се проведе на 18 февруари 2023 г. в гр. Варна, а в нея участваха 26 елитни бойци от 18 страни. Шестима български бойци се бият на ринга, а Драгомир Петров, Митко Илиев, Атанас Божилов, Теодор Христов и Едуард Алексанян печелят двубоите си за 5 български победи.
В ролята на рефери и инструктори на бойното шоу влязоха сенсей Захари Дамянов - световен шампион по карате киокушин и четирикратен европейски шампион в категория 90+ кг, както и световният и европейски шампион по карате киокушин в супер тежка категория сенсей Петър Мартинов, който е един от най-изявените бойци на Българската карате киокушин федерация, носител на черен колан и 4-ти дан в киокушин.

### SENSHI 16
На 13 май 2023 г. в гр. Варна 26 състезатели по киокушин, муай тай, ММА и кикбоксьори от 15 страни взимат участие в бойната гала вечер SENSHI 16, а 13-те двубои се провеждат по трите вида правила на веригата: KWU Full Contact, KWU OPEN и KWU SENSHI. Специалната награда "Нокаут на вечерта" печели Мариян Димитров, а със своя дебют в последната минута наградата "Най-висок боен дух" грабна Михаил Велчовски. Отличието за "Най-добра техника" на SENSHI 16 отиде при Грегоар Готарди (Франция).
Сред специалните гости на SENSHI бяха световни величия в областта на бойните спортове, сред които първият K-1 Max шампион Алберт Краус и кикбоксьора с 11 световни титли Нейтън "Карнидж" Корбет. В звездната група бяха още холандският ММА и кикбоксьор Анди Зауер и европейският шампион по киокушин сенсей Ян Сокуп.

### SENSHI 17
На 8 юли 2023 г. на плажна арена в к.к. "Св. Св. Константин и Елена", гр. Варна се провежда 17-о издание на бойната главечер SENSHI с 18 двубоя. В него се включват 36 бойци от 19 държави, като в сред тях са и две жени.
За първи път се провеждат мачове за Европейските титли на SENSHI в 3 различни теглови категории - до 70, до 75 и до 85 кг. Драгомир Петров (-70), Атанас Божилов (-75) и Александър Петров (-85) спечелиха първите в историята европейски титли на организацията. Специалната награда „Нокаут на вечерта“ спечели Мубариз Агмалиев (Азербайджан), а „Боен дух“ грабна Монтана Артс (Нидерландия). Отличието за „Най-добра техника“ на SENSHI 17 отиде при Ю Хироно (Япония).
Специални гости в бойната галавечер бяха много легенди в бойните изкуства, сред които майсторите шихан Акира Масуда, шихан Франсиско Фильо, шихан Рю Нарушима, шихан Глаубе Фейтоса, заедно с шихан Семи Шилт, шихан Николас Петас, и още известни имена в бойните среди. K-1 световните шампиони в тежка категория Ернесто Хуст, Петер Артс, Сам Греко, както и К-1 Max шампионът Алберт Краус също се включиха в лятното издание като коментатори и рефери на двубоите.

### SENSHI 18
На 16 септември 2023 г. се провежда 18-о издание на международната гала вечер SENSHI, в което се включват 24 професионални бойци ит 14 държави в 12 двубоя. Два от мачовете бяха за Европейските титли на SENSHI в кат. до 90 кг и в най-тежката катефория над 95 кг.
Aхмед Крънич (Босна и Херцеговина) стана носител на европейската SENSHI титла в свръхтежката категория над 95 кг., а във финалния мач Едуард Алексанян (България) спечели европейската SENSHI титла в категория до 90 кг. Специалната награда на бойната гала SENSHI 18 „Боен дух“ грабна за втори път Михаил Велчовски, а призът за „Най-добра техника“ спечели Само Петче (Словения). Отличието за „Нокаут на вечерта“ отиде при Тони ван Дайк (Нидерландия).

### SENSHI 19
На 25 ноември 2024 г. в Дворец на културата и спорта, гр. Варна се провежда SENSHI 19 с бойна карта от 13 двубоя, в които на ринга се качват 26 участници от 16 страни. Тримата български участници - Атанас Божилов, Драгомир Петров и Валери Атансов печелят своите срещи на арената.
Статистиката на организаторите за 19-те издания, публикувана след събитието показа мащаба на веригата, в която са се изявили 244 професионални бойци от цял свят, като в това число са и 10 жени. Сред представителите на 48 държави най-голям брой бойци са били от България - 38 участници, Испания - 17 атлети и Сърбия - 14 професионалисти. За 19-те издания Атанас Божилов е боецът с най-голям актив от победи на ринга на събитието - 17 победи, а Драгомир Петров и Едуард Алексанян са натрупали по 11 успешни изяви на галавечерите.

### SENSHI 20
Юбилейното издание на бойната галавечер SENSHI 22 се провежда на 24 февруари 2024 г. с 13 двубоя, в които взимат участие 26 бойци от 15 държави. В седем поредни мача на международната бойна гала зрителите видяха финал с нокаут. Мариан Лапушнеану започна поредицата нокаути с изпълнение във втория рунд, а след това Никола Тодорович, Живко Стоименов, Лоик Нджея, Якуб Клауда, Милош Цветичанин и Асдрен Гаши последваха примера му на ринга.
Специалните награди на бойната галавечер SENSHI 20 - отличието за „Най-добра техника“ получи Ахмед Крънич, наградата за „Нокаут на вечерта“ взе Асдрен Гаши, а специалният приз „Боен дух“ бе връчен на Никола Стосич.

### SENSHI 21
SENSHI 21 се проведе на 20 април 2024 г. в гр. Варна с 14 двубоя, в които участваха 28 бойци от 17 държави. Отличието за „Най-добра техника“ на бойната галавечер SENSHI 21 получи отново Ахмед Крънич. Наградата за „Нокаут на вечерта“ на SENSHI 21 бе връчена на Янис Стофоридис, а специалният приз „Боен дух“ отиде при румънеца Кристин Мустеаце, който се качи на ринга само с един ден предизвестие.

### SENSHI 22 и първата Световна купа KWU SENSHI за аматьори
Финалите на първото издание на Световна купа KWU SENSHI за аматьори се проведоха в рамките на SENSHI 22 на 6 юли 2024 г. в гр. Варна. В бойната карта на събитието бяха включени и 8 професионални мача, два от които за защита на европейските титли. В категория до 75 кг носител на европейската титла на SENSHI стана Само Петче от Словения, а в кат. до 90 кг. българинът Едуард Алексанян защити европейската си SENSHI титла и през 2024 г.
Наградата за „Нокаут на вечерта“ сред победителите от Световна купа KWU SENSHI за аматьори получи Митко Илиев, призът „Боен дух“ отиде при Никита Гарас от Казахстан, а отличието за „Най-добра техника“ взе бразилецът Рикардо Лукей. Сред професионалистите на бойното събитие с наградата „Нокаут на вечерта“ бе удостоен Едуард Алексанян, а с отличието за най-висок „Боен дух“ бе награден Атанас Божилов. Призът „Най-добра техника“ на SENSHI 22 отиде при Янис Стофоридис.

### SENSHI 23
На 7 септември 2024 г. на плажа до ресторант „Море“ в к.к. „Св. Св. Константин и Елена“, гр. Варна се провежда бойното събитие SENSHI 23. В рамките на 23-ото издание на международната галавечер има 12 битки по правилата на KWU FULL CONTACT, KWU SENSHI и KWU OPEN с 24 професионални бойци от 16 държави.
Ернесто Хуст връчва лично наградата „Нокаут на вечерта“ на бразилеца Бруно Чавес, а отличието за най-висок „Боен дух“ получава мароканецът Абделила Азузи от кикбокс шампиона Анди Зауер. Призът за „Най-добра техника“ отива при италианеца Майкъл Сампери, връчен му от световноизвестния Семи Шилт.

### SENSHI 24
24-ото издание на бойната галавечер SENSHI се провежда на 7 декември 2024 г. в Двореца на културата и спорта в гр. Варна. Спортното събитие представя 10 двубоя по правилата на KWU FULL CONTACT, KWU OPEN и KWU SENSHI с 20 професионални бойци от 13 държави. В битка за Европейската титла до 70 кг Драгомир Петров (България) победи Иван Накари (Италия) с разделено решение на съдиите. 
Специалните награди на SENSHI 24 взеха четирима бойци. Отличието за „Нокаут на вечерта“ отиде при Франческо Джая (Албания), който направи един от най-бързите нокаути за вечерта. Петър Стойков (България) пък бе отличен с приза за „Боен дух“. Наградата за „Най-добра техника“ получи претендентът за Европейската титла Иван Накари (Италия). Годишната награда за цялостно представяне във веригата SENSHI - „Шлемът на Спартак“ бе присъдена на Янис Стофоридис (Гърция), който участва в три галавечери през 2024 г.

### SENSHI 25
SENSHI 25 се провежда на 22 февруари 2025 г. в Двореца на културата и спорта в гр. Варна. Бойната галавечер представя 11 двубоя по правилата на KWU FULL CONTACT и KWU OPEN с 22 професионални бойци от 14 държави, сред които 9 дебюта на международното събитие и четирима български участници. 
Специалните награди на SENSHI 25 бяха присъдени в края на международната гала от легендите шихан Акира Масуда, шихан Семи Шилт и шихан Рю Нарушима. Призът „Нокаут на вечерта“ спечели Само Петче (Словения), а отличието за „Най-добра техника“ отиде при Андрей Кедвеш (Хърватия). За пръв път, на SENSHI 25 бяха дадени две награди „Боен дух“ - едното отличие взе Себастиан Лутанюк (Румъния), а втория приз получи Павел Милев (България). 

### SENSHI 26 Gladiators
За първи път веригата организира бойна галавечер в гр. Пловдив, като SENSHI 26 Gladiators се провежда на открито в Античния театър на 17 май 2025 г. Международното събитие включва 12 битки по правилата на KWU FULL CONTACT и KWU OPEN с 24 бойци от 16 държави, сред които 13 дебюта на галавечерта и четирима българи.
Последната битка определи новия носител на евротитлата на SENSHI до 70 кг - Андей Кедвеш от Хърватия. Специалната награда „Нокаут на вечерта“ бе връчена на Владислав Кънчев (България), призът за „Боен дух“ взе Диян Димитров (България), а отличие за „Най-добра техника“ получи хърватина Андрей Кедвеш.

## Тренировъчен лагер
Всяко събитие на SENSHI е съпътствано от тренировъчен лагер на Професионалната лига на Световния киокушин съюз, по време на който инструктори са едни от най-великите имена от К1 – четирикратните световни шампиони в тежката категория на К1 Ернесто Хуст и Семи Шилт, Петер Артс – трикратния световен шампион в тежката категория на сериите К1 Гран, както и Сам Греко - трикратен световен шампион по кикбокс на WAKO, световен шампион по карате фул контакт и шесткратен австралийски шампион. Четиримата са още редовни коментатори и рефери на гала вечерите от марката SENSHI. Легендарните бойци дават висока оценка за промоцията SENSHI:
- Ернесто Хуст: „SENSHI може да се превърне в още по-силна и по-голяма организация, защото виждам, че битките са на високо ниво. Бойните вечери на SENSHI са на нивото на Glory, имат същия статус“[34]
- Семи Шилт: „Киокушин ми даде всичко в моя живот. Затова сега съм мотивиран да уча другите. Мисля, че SENSHI ще помогне на киокушин да стане по-популярен.“[35]
- Петер Артс: „Организаторите на SENSHI създават перфектни условия за провеждане на бойна вечер от възможно най-висок мащаб“.[36]
- Сам Греко: „Наистина много се вълнувам заради турнира SENSHI 14, защото там, където другите се провалиха, SENSHI бележи успехи. Те формират толкова силни връзки не само в Европа, но и по целия свят. Смятам, че след 5 до 10 години те ще са фактор, с който всички ще се съобразяват.“[37]
- Семи Шилт през 2024 г.: „SENSHI е огромна организация, където мога да предам опита си на всички участници. Сега реферирам на бойните галавечери SENSHI и за мен това е голяма чест. Всички трябва да дойдат и да видят това шоу, защото е наистина много впечатляващо.“[38]

Известният коментатор в бойните спортове Грант Уотърман сподели вижданията си за развитието на веригата:
- Грант Уотърман: „Непоколебимите изисквания за уважение и спортно майсторство, с които SENSHI показва на света, че можете да се забавлявате много с бойните спортове, като същевременно поддържате будо етиката.“[39]